# Округ Маршал (Алабама)
Округ Маршал (енгл. Marshall County) је округ у америчкој савезној држави Алабама. По попису из 2010. године број становника је 93.019. Седиште округа је град Гантерсвил

## Демографија
Према попису становништва из 2010. у округу је живело 93.019 становника, што је 10.788 (13,1%) становника више него 2000. године.
| Група             | 2000.          | 2010.          |
| Белци             | 75.081 (91,3%) | 78.060 (83,9%) |
| Афроамериканци    | 1.207 (1,5%)   | 1.494 (1,6%)   |
| Азијати           | 201 (0,2%)     | 478 (0,5%)     |
| Хиспаноамериканци | 4.656 (5,7%)   | 11.238 (12,1%) |
| Укупно            | 82.231         | 93.019         |